# Чернобровкин, Станислав Николаевич
Станислав Николаевич Чернобровкин (род. 1946) — советский биатлонист. Бронзовый призёр чемпионата СССР в гонке патрулей (1977). Мастер спорта СССР.

## Биография
Представлял спортивное общество «Кедр» и город Новоуральск, на союзном уровне выступал за ДСО «Профсоюзы» (ЦС ФИС) и город Свердловск. Занимался также лыжными гонками, был чемпионом города Новоуральска.
В 1971 году стал победителем всесоюзных соревнований ЦС ФИС (общество «Профсоюзы») в индивидуальной гонке. В 1972 году стал вторым в индивидуальной гонке и в эстафете на соревнованиях на приз «Олимпия». Также в 1972 году стал победителем первенства ДСО «Профсоюзы» в эстафете, а в 1973 году на этих соревнованиях стал серебряным призёром. В марте 1973 года стал шестым в эстафете на чемпионате СССР.
В апреле 1974 года в Мурманске одержал победу на всесоюзных соревнованиях в гонке патрулей, которые ещё не имели[уточнить] статуса чемпионата СССР. Вместе с ним за команду ЦС ФИС выступали Ю.Обухов, Н.Попов, Л.Зевахин (все — «Олимпия» Кирово-Чепецк) и В.Лапин («Прогресс» Глазов).
На соревнованиях «Олимпия» в 1975 году занимал второе место в эстафете, а в 1976 году в этом виде программы стал победителем в составе команды ЦС ФИС.
На чемпионате СССР по биатлону 1977 года стал бронзовым призёром в гонке патрулей в составе сборной общества «Профсоюзы».
Работал на Уральском электрохимическом комбинате (УЭХК) в Новоуральске, ветеран труда. Входит в состав Новоуральской городской федерации биатлона. Принимает участие в соревнованиях ветеранов. Награждён знаком «Отличник физической культуры и спорта России».